# آرثر أرنتزن
آرثر أرنتزن (بالنرويجية البوكمول: Arthur Arntzen)‏ هو كاتب وصحفي وموسيقي وممثل نرويجي، ولد في 10 مايو 1937 في ترومسو في النرويج. من الجوائز التي نالها Leonard Statuette ‏ سنة 1999.

## جوائز
- Leonard Statuette [الإنجليزية]‏ (1999)

## وصلات خارجية
- آرثر أرنتزن على موقع IMDb (الإنجليزية)
- آرثر أرنتزن على موقع ميوزك برينز (الإنجليزية)
- آرثر أرنتزن على موقع ديسكوغز (الإنجليزية)
- آرثر أرنتزن على موقع ديسكوغز (الإنجليزية)
- آرثر أرنتزن على موقع قاعدة بيانات الفيلم (الإنجليزية)